# Osburg-Neuhaus

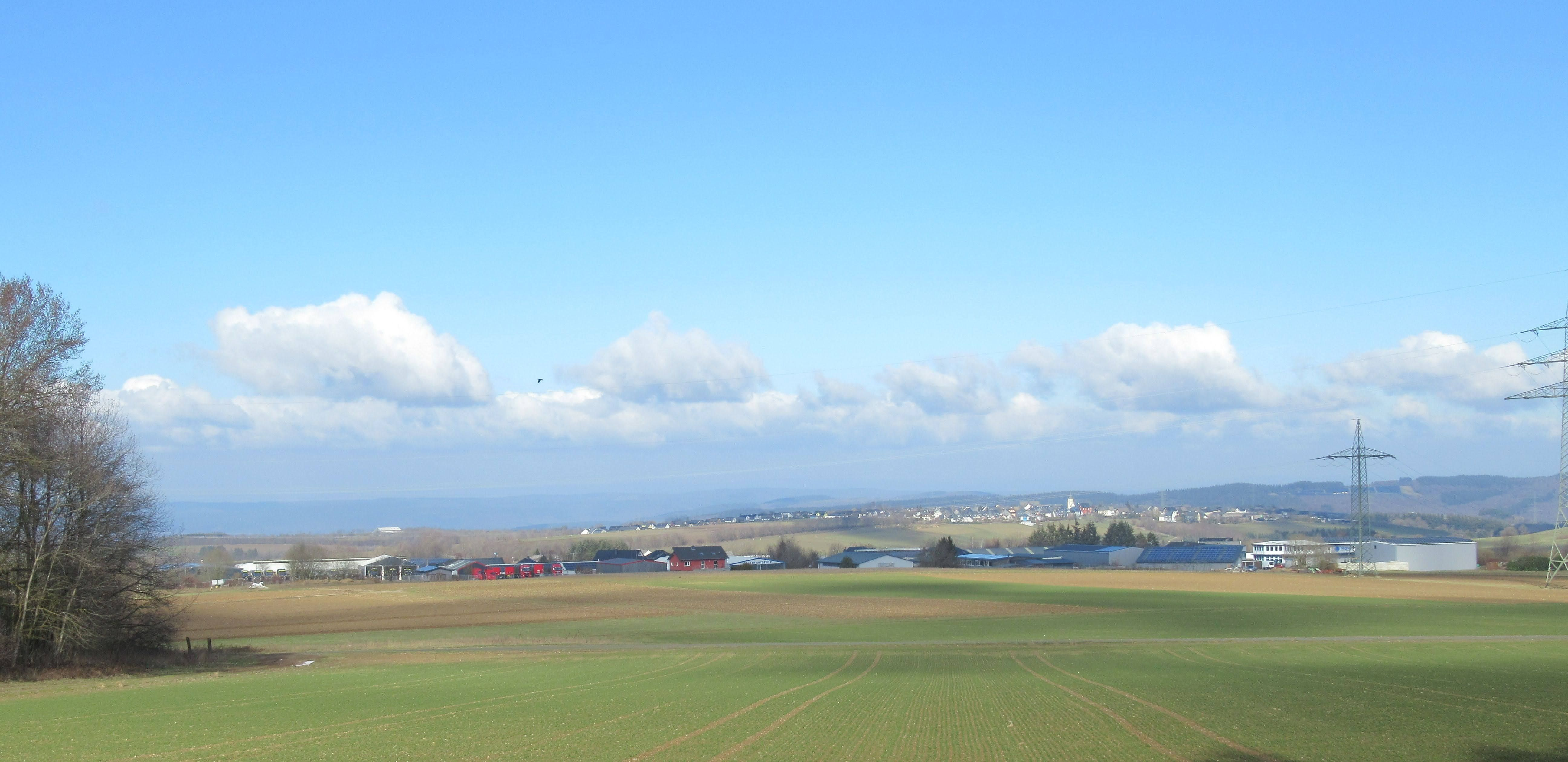
Gewerbegebiet Osburg-Neuhaus (2021)

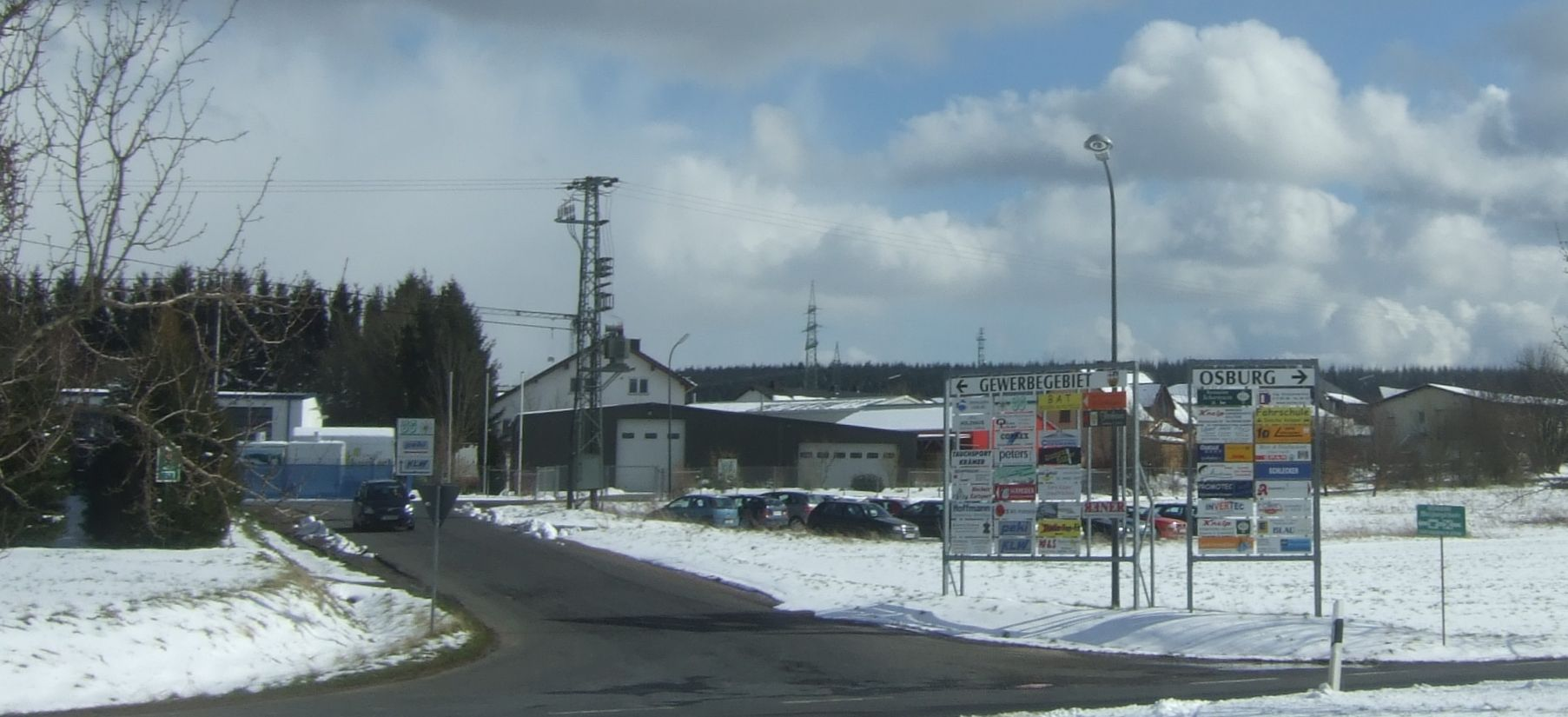
Gewerbegebiet Osburg-Neuhaus (2008)

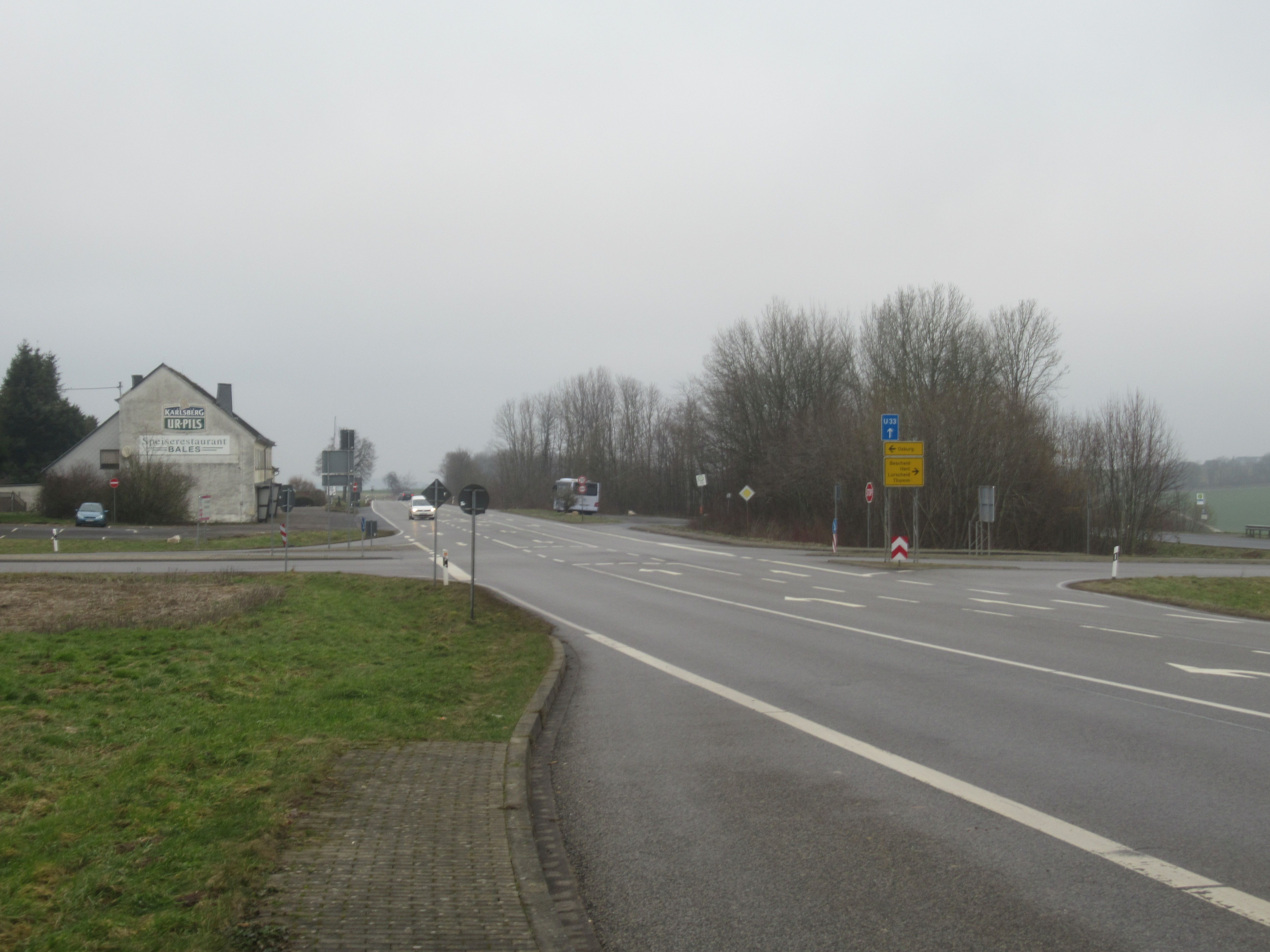
Kreuzungsbereich Osburg-Neuhaus (2023)

Neuhaus ist ein Gemeindeteil der Ortsgemeinde Osburg im Landkreis Trier-Saarburg in Rheinland-Pfalz
und liegt an den Landesstraßen L 149 und L 151 sowie an der Kreisstraße K 67 etwa auf halber Strecke zwischen den Städten Trier und Hermeskeil.

## Geschichte
Durch das Gebiet führten seit der Antike Handels-, Militär-, Reise- sowie Postwege aus Richtung Gallien (Frankreich) und Luxemburg bis Augusta Treverorum (Trier) über den Hunsrück nach Mogontiacum (Mainz). Erstmals erwähnt wurde das Neuhaus als Gutshof um 1805. Napoléon Bonaparte soll – laut mündlicher Überlieferung – auf dem Marsch seiner Armee gen Osten hier gerastet haben.
Eine feste Post- und Reisekutschenverbindung zwischen Trier und Mainz bestand, bis etwa 1910 allmählich der Autoverkehr einsetzte.
Der Ortsteil Neuhaus bestand früher aus einem, dann drei Gebäuden (18.–20. Jahrhundert). Hier war als erstes Gebäude eine Post- und Pferdewechselstation (Post- und Reisekutschenreparatur) mit Gaststätte, Landwirtschaft, Metzgerei, Backstube und später (um 1910) mit einer der ersten Tankstationen (Benzin-Handpumpe) zwischen Trier und Hermeskeil (ehemaliges Gasthaus Bales).
Zwischen Osburg und Neuhaus wurde vor dem Zweiten Weltkrieg eine dem Westwall zugehörige, halb unter- und halb oberirdische Bunkerkette, ein- bis zweiräumig, mit Telefonverbindungen, Vorräten und so weiter, in Abständen von etwa 100 Metern errichtet, die in den letzten Tagen des Krieges auch teils als Schutzraum sowie als Lager für Lebensmittel genutzt wurden (die Bunker in Dorfnähe). Sie wurden  nach 1945 von den französischen Besatzern provisorisch gesprengt. Die aus dem Erdreich ragenden Trümmer wurden in den 1970er Jahren vollständig beseitigt und sind heute an leichten Erderhebungen zu erkennen.
Das Gebäude wurde am Nachmittag des 15. März 1945 von der US Army bei einem Angriff auf Osburg durch einen Jagdbomber vollständig zerstört und später, 1949, mit Tankstelle wiedererrichtet. Nach dem Neubau war die Gaststätte für ihre hauptsächlich bürgerliche und internationale Küche über Jahrzehnte bekannt. Seit 2007 stand sie leer und wurde dann 2019 an die Gemeinde Osburg verkauft.
Im Rahmen einer Neugestaltung des Geländes und der Errichtung einer Ampelanlage auf der Kreuzung wurde das ehemalige Gasthaus/Metzgerei im September 2023 abgerissen.

## Industrie- und Gewerbegebiet
Die Fahrzeugfabriken Ansbach und Nürnberg (Faun-Werke) waren seit 1968 bei Osburg-Neuhaus ansässig.
Das Unternehmen ging später an Orenstein & Koppel, heute befindet sich dort der Fahrzeughersteller Peki.
Ab 1986 und in den 1990er Jahren wurden die gewerblichen Flächen erweitert. Es ist ein Industrie- und Gewerbegebiet mit über 50 Betrieben entstanden, das sich von der L 151 in Richtung des Ortes Osburg erstreckt.
Heute gibt es ein Kfz-Werkstatt-Gebäude mit Tankstelle, zwei Gaststätten-Gebäude, eine Kfz-Prüfstelle und ein Wohnhaus sowie die Betriebe im neueren Industrie- und Gewerbegebiet. Am Verkehrsknotenpunkt L151 / K67 befindet sich ein Mitfahrerparkplatz.

## Verkehr
Die nächsten Autobahnen sind die Bundesautobahn 1 bei Reinsfeld und die Bundesautobahn 64a sowie die Bundesautobahn 602 bei Kenn.
Nächstgelegene Flughäfen sind Hahn, Luxemburg und Saarbrücken.
Der Hafen Trier ist in Trier-Ehrang/Pfalzel, die nächsten Bahnhöfe sind Hauptbahnhof Trier, Bahnhof Ehrang und Bahnhof Türkismühle. Osburg-Neuhaus liegt im Bereich des Verkehrsverbundes der Region Trier.